# Carl Ludvig Engel
Johann Carl Ludwig Engel (Berlijn 3 juli 1778 - Helsinki 4 mei 1840) was een Pruisisch-Finse architect en schilder. Hij was een studievriend van Karl Friedrich Schinkel en was naast Alvar Aalto de invloedrijkste architect in Finland.

## Leven
Carl Ludwig Engel werd geboren als zoon van een Berlijnse metselaarsbaas. Hij studeerde van 1800 tot 1804 architectuur aan de bouwkundige school. Omdat hij geen baan kon vinden vanwege de Franse bezetting onder Napoleon, ging hij voor een Russische opdrachtgever in 1809 in Tallinn (toen Reval geheten) aan de slag als stadsarchitect, en kreeg in 1816 opdracht van Tsaar Alexander I om Helsinki, de nieuwe hoofdstad van het grootvorstendom Finland, te ontwerpen. Hij ontwierp bijna alle gebouwen rondom het Senaatplein en de Markt zoals de Domkerk, de nationale bibliotheek, het oude Universiteitsgebouw, Het presidentieel paleis, Het stadhuis en het Esplanadi stadspark.
Niet alleen op Helsinki maar ook op vele andere Finse steden legde hij een belangrijk stempel. Zo ontwierp hij de Domkerk van Lapua (1827), het Post- en tolhuis Eckerö in Åland (1828), het stadhuis van Lappeenranta (1829) en de Domkerk van Oulu (1845). Ook ontwierp hij de stadsplattegronden van veel Finse steden, waaronder Turku (1828; heropbouw na de grote brand), Tampere (1830), Hämeenlinna (1831), Porvoo (1832), Jyväskylä (1833) en Mikkeli (1837).
Veel van zijn werken werden pas na zijn dood (af)gebouwd.
- Bibsys: 3051164
- Bibliothèque nationale de France: cb11969878d (data)
- Gemeinsame Normdatei: 118817787
- International Standard Name Identifier: 0000 0000 6676 9542
- Library of Congress Control Number: n83208832
- Nationale Bibliotheek van Tsjechië: xx0325490
- Nationale bibliotheek van Australië: 35241800
- Nationale Bibliotheek van Polen: a0000003282256
- Nederlandse Thesaurus van Auteursnamen: 255752636
- RKD-Nederlands Instituut voor Kunstgeschiedenis: 237790
- LIBRIS: 185845
- Système universitaire de documentation: 027715701
- Trove: 878678
- Union List of Artist Names: 500013937
- Virtual International Authority File: 42634469
- WorldCat: E39PBJrgMHCkpFmGy8KvXGrrMP